# قافز أسحم
القافز الأسحم  (الاسم العلمي:Salticus ravus) هو نوع من العنكبوتيات يتبع جنس القافز من فصيلة العناكب القافزة.